# Balonikowiec żółtawy

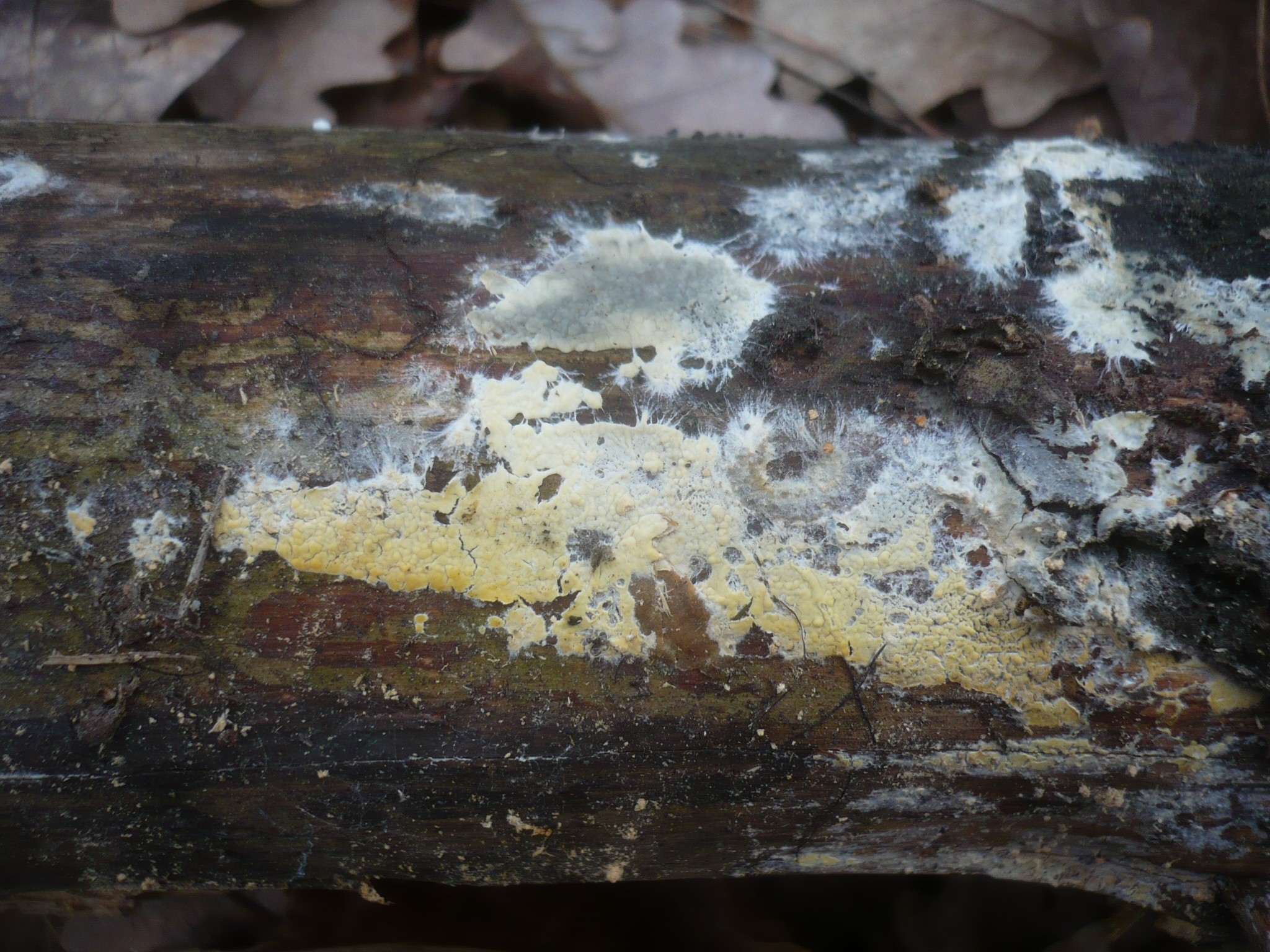
Młody owocnik

Balonikowiec żółtawy (Gloiothele citrina (Pers.) Ginns & G.W. Freeman) – gatunek grzybów z rodziny powłocznicowatych (Peniophoraceae).

## Systematyka i nazewnictwo
Pozycja w klasyfikacji według Index Fungorum: Gloiothele, Peniophoraceae, Russulales, Incertae sedis, Agaricomycetes, Agaricomycotina, Basidiomycota, Fungii.
Po raz pierwszy takson ten opisał w 1822 r. Christiaan Hendrik Persoon, nadając mu nazwę Thelephora citrina. Obecną, uznaną przez Index Fungorum nazwę nadali mu w 1994 r. James Herbert Ginns i Glenn W. Freeman. Ma 16 synonimów. Niektóre z nich:
- Gloeocystidiellum citrinum (Pers.) Donk 1956
- Vesiculomyces citrinus (Pers.) E. Hagstr. 1977[2].

W 1973 r. Władysław Wojewoda nadał mu polską nazwę rozwiernik promienisty. W 2003 r. ten sam autor zmienił ją na balonikowiec żółtawy.

## Morfologia
Bazydiokarp
Rozpostarty, o grubości przeważnie 0,1–0,5 mm, w stanie świeżym mięsisty, w stanie suchym błoniasty. Hymenium nagie, gładkie lub mniej lub bardziej chropowate. W stanie świeżym żółte, blade lub nawet białawe u młodych owocników, podczas wysychania blaknące. Stare okazy często stają się ochrowe. Brzeg dobrze rozwinięty biały, włókienkowaty.
Cechy mikroskopowe
System strzępkowy monomityczny. Strzępki o szerokości 1,5–2,5 µm, bardzo cienkościenne, niecyjanofilne, bez sprzążek. Na podłożu warstwa o różnej grubości mniej więcej równoległych strzępek. Tekstura u młodych osobników luźna, gęstsza u osobników dojrzałych, zwłaszcza w tramie subhymenium. Gleocystydy pęcherzykowe, zwężające się na wierzchołkach, przeważnie 50–70 × 10–20 µm, cienkościenne z zawartością wodną bez reakcji na sulfowanilinę. Gleocystydy bazalne są zwykle bardzo szerokie, pęcherzykowate, podczas gdy w hymenium można znaleźć bardzo wąskie gleocystydy. W grubszych owocnikach można zaobserwować przedłużone gleocystydy, osiągające długość 150 µm. Gleocystydy hymenalne zawierają wiele kropelek oleju, podczas gdy takich kropli brak w gleocystydach w kroplach bzalnych. Podstawki wąskomaczugowate, przeważnie 30–50 × 5–7 µm, bez sprzążek bazalnych, normalnie 4–sterygmowe. Podstawowa protoplazma zawiera wiele kropli oleju o różnej wielkości. Zarodniki kuliste lub prawie kuliste, z wyraźnym wierzchołkiem, gładkie, cienkościenne, amyloidalne, z 1 lub więcej kroplą oleju w protoplazmie, przeważnie o średnicy 4–5 µm.
Gatunki podobne
Balonikowiec żółtawy różni się od pozostałych gatunków należących do tego rodzaju brakiem reakcji na sulfowanilinę w gleocystydach. Budową strzępek podobny jest do balonikowca mlecznego (Gloiothele lactescens).

## Występowanie i siedlisko
Balonikowiec żółtawy występuje w Ameryce Północnej, Europie i Azji. W Europie najwięcej jego stanowisk podano na Półwyspie Skandynawskim. W Polsce podano liczne stanowiska. Według W. Wojewody gatunek ten nie jest rzadki i nie jest zagrożony wyginięciem.
Nadrzewny grzyb saprotroficzny. Występuje w różnego typu lasach, w zaroślach jałowcowych i parkach na martwym drewnie drzew iglastych i liściastych. Rozwija się na leżących na ziemi martwych pniach i gałęziach. Owocniki tworzy od sierpnia do października. Częściej spotykany jest na drzewach iglastych.